# Julius Evola
Julius Evola (n. 19 mai 1898, Roma, Regatul Italiei – d. 11 iunie 1974, Roma, Italia) a fost un autor de literatură de non-ficțiune, estetician, publicist și filosof politic italian, apropiat de fascismul european. Evola a fost un autor pe cât de prolific și strălucit, pe atât de controversat.
Principalele sale lucrări Revolta contra lumii moderne (în italiană Rivolta contro il mondo moderno, (1934), Oamenii printre ruine (în italiană Gli uomini e le rovine, 1953), Fascismul (în italiană Il Fascismo, 1964) au fost traduse în toate limbile de circulație internațională.
În perioada postbelică a fost marcat de ezoterism, manifestând un interes aparte pentru spiritualitatea din antichitatea romană, mistica medievală germană și pentru curentele filosofico-religioase orientale (în special pentru budism și taoism).